# قزل-بیرق (شهرستان قره‌سو)
قزل-بیرق (به لاتین: Kyzyl-Bayrak) یک روستا در قرقیزستان است که در شهرستان قره‌سو (قرقیزستان) واقع شده‌است. قزل-بیرق ۱٬۱۶۳ نفر جمعیت دارد.